# Gran Premi dels Països Baixos del 1960
Resultats del Gran Premi dels Països Baixos de Fórmula 1 de la temporada 1960, disputat al Circuit de Zandvoort, el 6 de juny del 1960.

## Resultats
| Pos | No | Pilot                   | Equip             | Voltes | Temps/ Retirada | Pos. de sortida | Punts |
| --- | -- | ----------------------- | ----------------- | ------ | --------------- | --------------- | ----- |
| 1   | 11 | Jack Brabham            | Cooper - Climax   | 75     | 2h 01' 47. 2    | 2               | 8     |
| 2   | 4  | Innes Ireland           | Lotus - Climax    | 75     | + 24.0 s        | 3               | 6     |
| 3   | 16 | Graham Hill             | BRM               | 75     | + 56.6 s        | 5               | 4     |
| 4   | 7  | Stirling Moss           | Lotus - Climax    | 75     | + 57.7 s        | 1               | 3     |
| 5   | 2  | Wolfgang von Trips      | Ferrari           | 74     | + 1 Volta       | 15              | 2     |
| 6   | 3  | Richie Ginther          | Ferrari           | 74     | + 1 Volta       | 12              | 1     |
| 7   | 10 | Henry Taylor            | Cooper - Climax   | 78     | + 5 Voltes      | 14              |       |
| 8   | 20 | Carel Godin de Beaufort | Cooper - Climax   | 69     | + 6 Voltes      | 18              |       |
| Ret | 5  | Alan Stacey             | Lotus - Climax    | 57     | Transmissió     | 8               |       |
| Ret | 14 | Jo Bonnier              | BRM               | 54     | Motor           | 4               |       |
| Ret | 1  | Phil Hill               | Ferrari           | 54     | Motor           | 13              |       |
| Ret | 6  | Jim Clark               | Lotus - Climax    | 42     | Transmissió     | 11              |       |
| Ret | 18 | Maurice Trintignant     | Cooper - Maserati | 39     | Caixa canvi     | 17              |       |
| Ret | 15 | Dan Gurney              | BRM               | 11     | Accident        | 6               |       |
| Ret | 8  | Chris Bristow           | Cooper - Climax   | 9      | Motor           | 7               |       |
| Ret | 12 | Bruce McLaren           | Cooper - Climax   | 8      | Transmissió     | 9               |       |
| Ret | 9  | Tony Brooks             | Cooper - Climax   | 4      | Caixa canvi     | 10              |       |
| NVS | 17 | Roy Salvadori           | Aston Martin      |        | No va sortir    |                 |       |
| NVS | 19 | Masten Gregory          | Cooper - Maserati |        | No va sortir    |                 |       |
| NVS | 21 | Lance Reventlow         | Scarab            |        | No va sortir    |                 |       |
| NVS | 22 | Chuck Daigh             | Scarab            |        | No va sortir    |                 |       |

## Altres
- Pole: Stirling Moss 1' 33. 2

- Volta ràpida: Stirling Moss 1' 33. 8 (a la volta 75)